# ゲネプロ

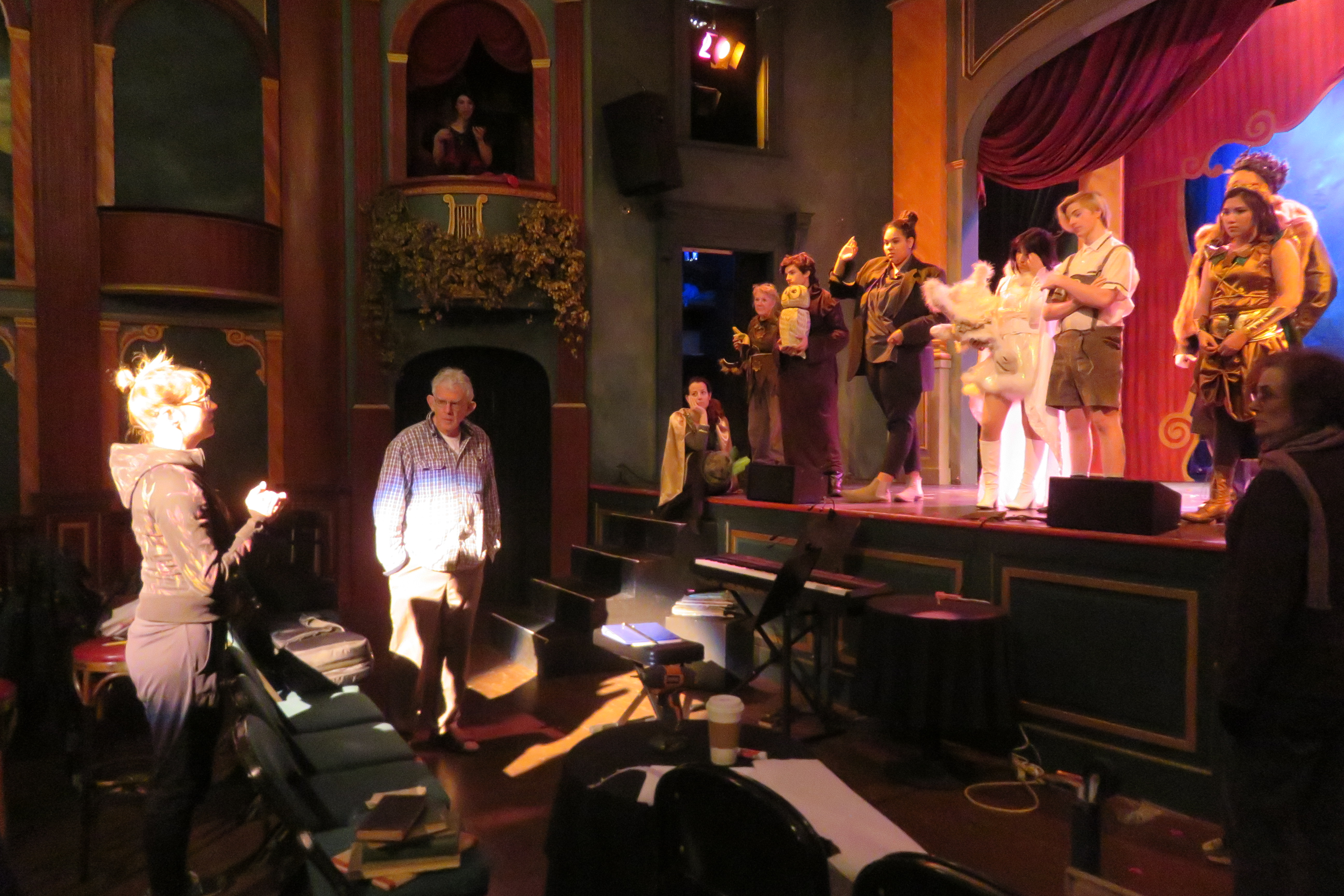
ミュージカル『白雪姫』のゲネプロ（ドレスリハーサル）中にキャストに話しかける監督

ゲネプロとは、オペラやバレエ、演劇などの舞台芸術やクラシック音楽において、初日公演や演奏会の本番間近に本番同様に舞台上で行う最終リハーサル、「通し稽古」のことを意味する。

## 概要
ドイツ語のGeneralprobe（ゲネラールプローベ）の日本における略称である。ドイツ語圏では「ゲネプロ」と略さずにGeneralprobeという。ドイツ語のGeneralは「総合」、Probeは「試験」「検証」という意味である。「ゲネ」や「GP（ゲーペー）」ともいい、「総舞台稽古」などと表されることもある。主に演劇界においては「ゲネ」と短く略し、音楽界では「ゲネプロ」あるいは「プローベ」と略すケースが多い。ハウプト・プローベは、その前の段階を指す言葉である。英語圏では衣装を付けることからドレスリハーサル（Dress rehearsal）と呼ぶ。
本番と同じ条件（メイクや衣裳、舞台音響、照明など）で本番を上演する劇場の舞台上で行う。全ての稽古の総仕上げである。観客の入場と1ベル（開演5分前の合図）からを再現することもあれば、それを省くこともある。また途中で間違いがあったとしても、最後まで中断せずに進めることがほとんどである。すなわち、無観客であることを除けば、完全に本番と同じである。部分的な練習はゲネプロとは呼ばれない。

## 時期と回数
「初日の前日に」との定義も見受けられるが、実際には前日とは限らない。オペラなどでは、声帯を休めるために1日以上開けることもある。回数は通常一回であるが、日本では初日を迎えても作品の完成度が未熟だった場合、数日間に亘って行われることもある。
昨今では、ポピュラー音楽・軽音楽の現場でも用いられる。なお、5000人以上を収容できる大きなコンサートホールやアリーナを巡回する大規模なコンサートツアーであっても、初日だけは1000人〜2000人程度の小さいホールを使用することがあるが、この場合ゲネプロで使用したホールを本番の会場として利用していることが多い。
一方、アマチュア・セミプロの現場では、ミュージカルやオペラに比べて意味付けが曖昧なケースが多く、単純に公演直前に本番会場（もしくは同条件の別会場）で行うリハーサルを指す事も多い。

## 対外的役割
リハーサルではあるが、ファンクラブ会員や賛助会員、出演者の家族、取材させるマスメディアなど特定の人を招待する場合もあり、これは公開ゲネプロまたはプレビュー（preview）と呼ばれる。公開ゲネプロは、プログラムやマスメディア向けの写真撮影などに使われたりもする。